# Otto Lais
Otto Lais (* 19. Oktober 1897 in Wilferdingen, nahe Karlsruhe; † 5. März 1988 in Wegberg-Merbeck) war ein deutscher Künstler. Als Radierer der Neuen Sachlichkeit schuf er ab den 1920er Jahren ein bedeutendes sozialkritisches, graphisches Werk, das dem symbolischen Realismus zugeordnet wird. In verstörenden Aktzeichnungen verwies er auf die Armut der Arbeiterklasse in den Jahren der Weimarer Republik und zentral auf die Unterdrückung der Frau.

## Biografie
Otto Lais wurde 1897 unweit von Karlsruhe als Sohn eines Lehrers geboren. Nachdem er die Primareife am Gymnasium in Durlach erlangt hatte und als Soldat am Ersten Weltkrieg teilgenommen hatte, wurde auch er Lehrer. Das Staatliche Schulamt hatte früh seine künstlerische Begabung erkannt und stellte ihn zum Studium an der damaligen Karlsruher Badischen Landeskunstschule frei. Während seines Studiums widmete er sich immer mehr der Graphischen Kunst, der sogenannten Radierung. Er fertigte Selbstbildnisse, Porträts und Akte.
Der mit Lais befreundete Prof. Wilhelm Schnarrenberger, besonders aber der Radierer Prof. Walter Conz, die Schüler Rudolf Schlichter, Willi Müller-Hufschmid und Karl Hubbuch mögen, wiewohl lückenhaft, den Umkreis andeuten. Seine immer weiter wachsende Sozial-Kritik wandte sich, der Konvention folgend, den Armen und Unterdrückten zu. Dies sollte der Schlüssel zum Verständnis seines Werkes sein. Er wurde ähnlich zeitkritisch wie Schlichter, nur dass Lais’ Werk mehr als seine persönliche Konfession dargestellt. Schlichter hingegen wurde mehr zeitgebundener. Der Nationalsozialismus setzte seiner Arbeit ein Ende. 1933 wurde ihm die Lehrerlaubnis als Kunsterzieher entzogen und kurz darauf folgte ein Ausstellungsverbot; der größte Teil seiner Arbeiten wurde vernichtet.
Otto Lais starb am 5. März 1988 in Wegberg-Merbeck.

## Werk
Lais wurde lange als Moralist und Erotiker missverstanden. Im Mittelpunkt seiner Radierungen stand nicht "die Lockungen der Frau". Sein Werk wurde zur sozialkritischen Anklage. Lais’ Radierungen zeigen ihn oft selbst, die Stadt, die Straße, die Armen und die Frau. Arbeiten wie "Hexensabbat", "Die erhängte Sinnlichkeit" oder "Die Kloake", in der fünf nackte, bis auf die Knochen abgemagerte Prostituierte vor vier zusehenden Herren im Frack und Zylinder im Dreck der Straße liegen, verweisen eindringlich und verstörend auf eine als pervers empfundene Gesellschaft.